# Carlos Rodríguez Braun
Carlos Rodríguez Braun (Buenos Aires; 3 de diciembre de 1948) es un economista argentino-español y catedrático retirado de Historia del Pensamiento Económico en la  Universidad Complutense de Madrid, miembro del Colegio Libre de Eméritos de España, y correspondiente de la Academia Nacional de Ciencias Económicas de la Argentina. 
También es profesor en el Centro de Estudios, Formación y Análisis Social de la Universidad CEU San Pablo y en el Máster en Periodismo de El MUNDO.

## Biografía
En su país natal estudió en el Colegio Cardenal Newman y se licenció en Economía en la Universidad Católica Argentina.
El primer año de la dictadura militar abandonó el país. Desembarcó en España en enero de 1977, donde comenzó estudios del doctorado bajo la dirección de Pedro Schwartz (quien lo convirtió de su izquierdismo inicial al liberalismo) y donde se ha dedicado a la docencia y al periodismo. Es doctor en Ciencias Económicas por la Universidad Complutense de Madrid y catedrático de Historia del pensamiento económico en la misma universidad. Ha publicado artículos académicos en revistas de su especialidad en España, Estados Unidos, Inglaterra, Italia y otros países, y es autor de más de veinte libros. Ha traducido a relevantes figuras de la ciencia económica, como Adam Smith, David Ricardo, John Stuart Mill, Friedrich von Hayek y John Maynard Keynes. Ha sido evaluador en las siguientes revistas académicas: Estudios Públicos (Chile), European Journal of the History of Economic Thought, Información Comercial Española, Investigaciones de Historia Económica, Journal des Économistes et des Études Humaines, Œconomia¸ Philosphia (Argentina), Procesos de Mercado, Revista de Historia Económica¸ Historia Contemporánea, y Revista del Instituto Español de Estudios Estratégicos.
Es Académico Correspondiente de la Academia Nacional de Ciencias Económicas de la Argentina, profesor visitante de la Universidad Francisco Marroquín de Guatemala, que lo nombró doctor honoris causa en 2013, y la Universidad Católica Argentina; la Asociación de Historia Económica y la Sociedad Mont Pelerin.
Es también miembro del Consejo Académico de la Fundación Libertad y Progreso; del Consejo Asesor de la revista Anales de la Cátedra Francisco Suárez; del Consejo Consultivo del Instituto Universitario Eseade; del Consejo Científico de la revista Procesos de Mercado;  y del Consejo Editorial de la revista Laissez-Faire  y del Consejo Asesor de la revista Iberian Journal of the History of Economic Thought. También es miembro del Consejo Internacional de la Fundación Atlas, del Consejo Consultivo del Instituto de Estudios para una Sociedad Abierta, del Consejo Internacional de la Fundación Club de la Libertad, y del Consejo Académico de la Fundación Internacional para la Libertad.
Ha ejercido asimismo la actividad periodística y de divulgación de la economía. Autor del estudio sobre el 25 Aniversario del Círculo de Empresarios, fue director de España Económica y subdirector de Cambio 16 y del programa El valor del dinero en RTVE, y ha publicado numerosos artículos en la prensa de España, Europa y América. Ha sido colaborador de ABC, Cadena SER, Telemadrid, La Cuatro y Antena 3 TV[cita requerida]. En la actualidad es columnista de La Razón, Expansión (periódico), y Libertad Digital y colabora en los programas “Más de uno” y “La Brújula” en Onda Cero Radio; con anterioridad colaboró en "Herrera en la Onda". Es miembro del UCEMA Friedman Hayek Center for the Study of a Free Society, de la Universidad Ucema de Argentina.
Carlos Rodríguez Braun está casado, tiene dos hijos y siete nietos, y vive en Madrid.

## Premios
En el desempeño de su trabajo, ha recibido distintos premios como el de Juan de Mariana (Instituto Juan de Mariana, Madrid, 2013), el de Economía (Elocuent, Madrid, 2013), Apei/Prtvi Modalidad radio (Caldes de Malavella, 2013), Labor Divulgativa Ejemplar (Red Know Square, Madrid, 2013), Libre Empresa (con Juan Ramón Rallo; Fundación Rafael del Pino, Madrid, 2010)  el 1812 (Club Liberal 1812, Cádiz, 2009), el Premio de Honor del Centro Diego de Covarrubias (2018), y la Escuela de Salamanca (Salamanca 2020). Premio al Economista del Año 2024 por el Colegio de Economistas de Sevilla (2024).

## Libros
- La cuestión colonial y la economía clásica. De Adam Smith y Jeremy Bentham a Karl Marx, Madrid, Alianza Editorial, 1989.
- Argentina, 1946-1983. The economy ministers speak (con Guido di Tella), Londres, Macmillan, 1990.
- Encuentro con Karl Popper  (con Pedro Schwartz y Fernando Méndez Ibisate), Madrid, Alianza Editorial, 1993.
- Grandes economistas, Madrid, Pirámide, 1997, 2.ª ed. 2006.
- La economía en sus textos (con Julio Segura), Madrid, Taurus, 1998.
- A pesar del Gobierno, Madrid, Unión Editorial, 1999.
- Estado contra mercado, Madrid, Taurus, 2000.
- 25 años del Círculo de Empresarios, Madrid, Círculo de Empresarios, 2002.
- An Eponymous Dictionary of Economics (con Julio Segura), Aldershot, Edward Elgar, 2004.
- Diccionario políticamente incorrecto, Madrid, LID Editorial Empresarial, 2004, 2.ª ed. 2005.
- Panfletos liberales, Madrid, LID Editorial Empresarial, 2005.
- Tonterías Económicas, Madrid, LID Editorial Empresarial, 2006, 2.ª ed. 2007, 3.ª ed. 2009.
- Diez ensayos liberales, Madrid, LID Editorial Empresarial, 2008.
- Una crisis y cinco errores (con Juan Ramón Rallo), Madrid, LID Editorial Empresarial, 2009.
- Panfletos liberales II, Madrid, LID Editorial Empresarial, 2010.
- Tonterías Económicas II, Madrid, LID Editorial Empresarial, 2011.
- Economía de los no economistas, Madrid, LID Editorial Empresarial, 2011.
- El liberalismo no es pecado. La economía en cinco lecciones (con Juan Ramón Rallo), Barcelona, Deusto, 2011.
- Economía para andar por casa (con O.Macías Valle, I. Rodríguez Burgos y P.P.González Vicente), Madrid, LID Editorial Empresarial, 2012.
- Clichés antiliberales (ebook), Expansión, 2013.
- Panfletos liberales III, Madrid, LID Editorial Empresarial, 2013.
- Más economía para andar por casa (con O.Macías Valle, I. Rodríguez Burgos y P.P.González Vicente), Madrid, LID Editorial Empresarial, 2014.
- Tonterías Económicas III, Madrid, LID Editorial Empresarial, 2015.
- Diez ensayos liberales II, Madrid, LID Editorial Empresarial, 2017.
- Panfletos liberales IV, Madrid, LID Editorial Empresarial, 2018.
- Diccionario incorrecto de la nueva normalidad, Madrid, LID Editorial, 2020.
- Hacienda somos todos, cariño. (con María Blanco y Luis Daniel Ávila), Barcelona, Ediciones Deusto, 2021.
- Panfletos Liberales V, Madrid, LID Editorial, 2022.
- La cultura de la libertad. El poder transformador del liberalismo, Madrid, LID Editorial, 2024.
- El pensamiento de Milei. Liberalismo contra estatismo, Madrid, LID Editorial, 2024.
- Greguerías liberales. Madrid: LID Editorial, 2025.